# Vern Gardner
Vernon B. "Vern" Gardner (nacido el 14 de mayo de 1925 en Afton, Wyoming y fallecido el 26 de agosto de 1987 en Ogden, Utah) fue un jugador de baloncesto estadounidense que disputó 3 temporadas en la NBA, todas ellas con los Philadelphia Warriors. Con 1,96 metros de altura, jugaba en la posición de ala-pívot.

## Trayectoria deportiva

### Universidad
Jugó durante 4 temporadas con los Utes de la Universidad de Utah, con los que ganó el National Invitation Tournament en 1947, siendo elegido MVP del torneo. En 1949 fue incluido en el segundo equipo All-American.

### Profesional
Fue elegido en la quinta posición del Draft de la BAA de 1949 por Philadelphia Warriors, donde jugó sus únicas tres temporadas como profesional. Su mejor año fue el primero, la temporada 1949-50, en la que promedió 13,5 puntos por partido (todavía no se contabilizaban estadísticamente los rebotes), siendo el segundo mejor anotador del equipo tras Joe Fulks. En el total de su trayectoria promedió 11,3 puntos y 8,0 rebotes por encuentro.

#### Estadísticas

##### Temporada regular
| Temporada | Edad | Equipo                | Liga | P   | TIT | MIN  | TC  | TCA  | %TC  | TL  | TLA | %TL  | REB | ASIS | FP  | PTS  |
| 1949-50   | 24   | Philadelphia Warriors | NBA  | 63  |     |      | 5.0 | 14.5 | .342 | 3.6 | 4.7 | .767 |     | 1.9  | 3.7 | 13.5 |
| 1950-51   | 25   | Philadelphia Warriors | NBA  | 61  |     |      | 2.1 | 6.3  | .337 | 1.1 | 1.6 | .711 | 3.9 | 1.5  | 2.4 | 5.4  |
| 1951-52   | 26   | Philadelphia Warriors | NBA  | 27  |     | 18.8 | 2.7 | 7.2  | .371 | 0.6 | 0.9 | .652 | 4.1 | 1.4  | 2.2 | 5.9  |
| Total     |      |                       | NBA  | 151 |     | 18.8 | 3.4 | 9.9  | .344 | 2.1 | 2.8 | .748 | 4.0 | 1.6  | 2.9 | 8.9  |

##### Playoffs
| Temporada | Edad | Equipo                | Liga | P | MIN | TCA | TC | TLA | TL | RB | AS | FP | PTS | %TC  | %FT   | MIN  | PTS  | REB | AST |
| 1949-50   | 24   | Philadelphia Warriors | NBA  | 2 | 15  | 44  | 6  | 9   |    |    | 2  | 11 | 36  | .341 | .667  |      | 18.0 |     | 1.0 |
| 1950-51   | 25   | Philadelphia Warriors | NBA  | 2 | 4   | 8   | 3  | 3   |    | 4  | 0  | 8  | 11  | .500 | 1.000 |      | 5.5  | 2.0 | 0.0 |
| 1951-52   | 26   | Philadelphia Warriors | NBA  | 3 | 77  | 7   | 19 | 10  | 11 | 14 | 3  | 14 | 24  | .368 | .909  | 25.7 | 8.0  | 4.7 | 1.0 |
| Total     |      |                       | NBA  | 7 | 77  | 26  | 71 | 19  | 23 | 18 | 5  | 33 | 71  | .366 | .826  | 25.7 | 10.1 | 3.6 | 0.7 |